# Сория
Со́рия (исп. Soria) — город в Испании, административный центр одноимённой провинции и комарки. Расположен на реке Дуэро. Основан во времена римского владычества, недалеко от кельтиберской крепости Нумансия (по имени которой называется местный футбольный клуб). В Сории имеется большое количество зданий, преимущественно церквей, романского стиля. В настоящее время город и провинция в целом находятся в состоянии упадка, рождаемость невысокая, наблюдается отток населения в Сарагосу и другие крупные города.